# Вулиця Ігоря Сікорського (Дніпро)
Вулиця Ігоря Сікорського — вулиця в Центральному і Шевченківському районах Дніпра. Довжина — 800 метрів.
Вулиця розташована на 2-му, центральному пагорбі міста. Починається з вісі Карабинівської вулиці від перехрестя з вулицею Олександра Кониського; йде на північний захід й впирається в Кулішівську вулицю.

## Історія
Початкова катеринославська назва вулиці— Чорногорська.

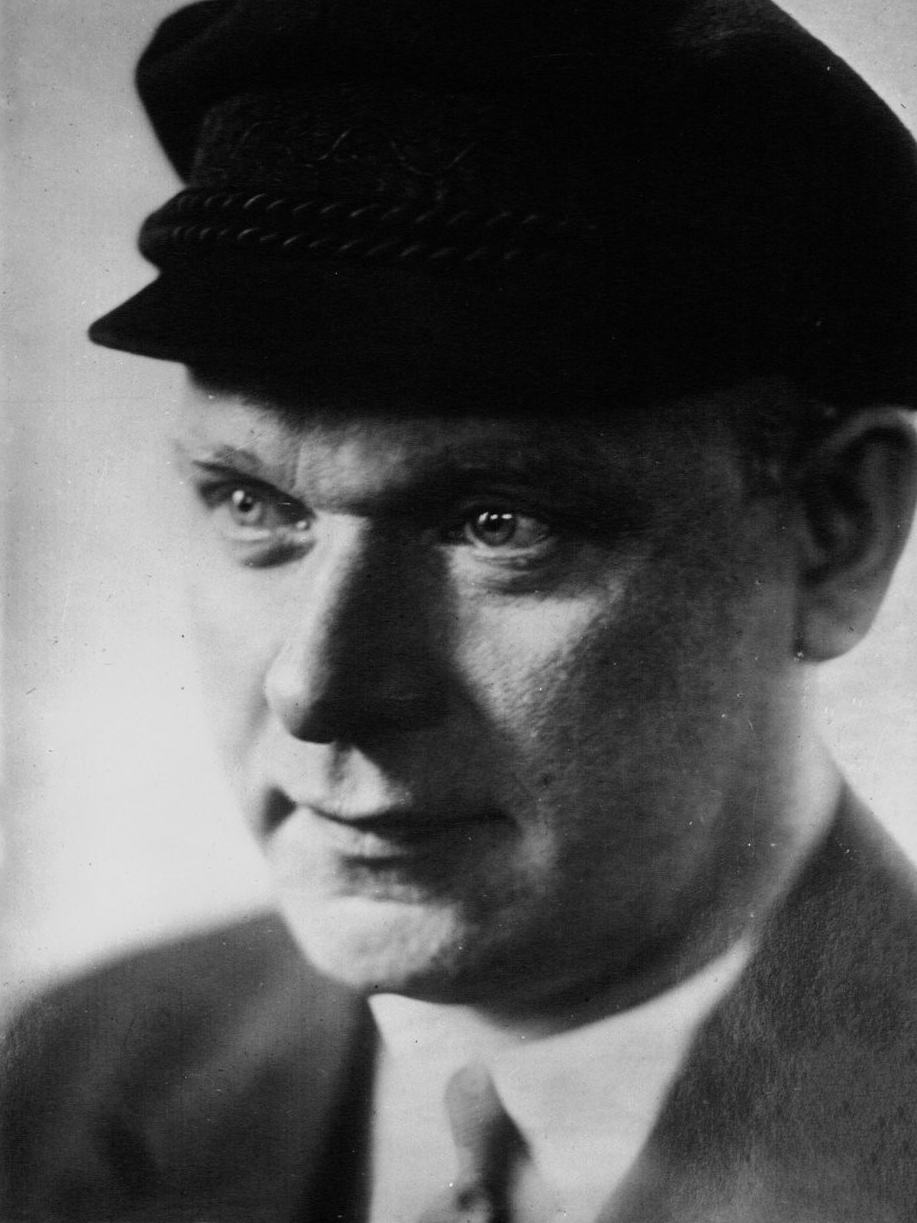
Ернст Тельман у 1932 році

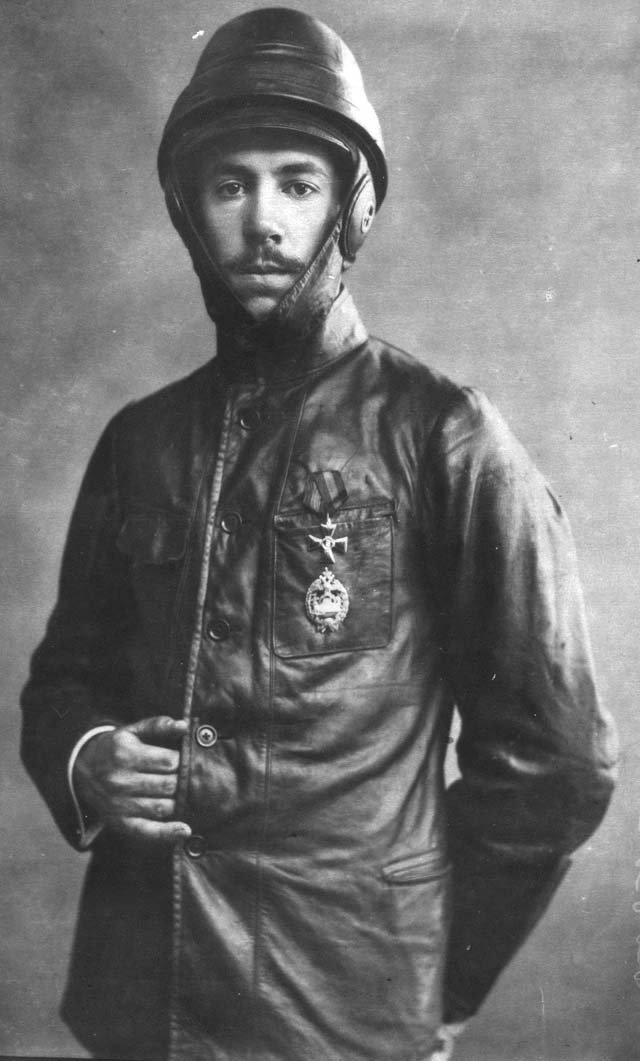
Українсько-американський авіаконструктор Ігор Сікорський

У радянські часи вулиця дістала назву на честь німецького комуніста Ернста Тельмана (1886—1944).
2016 року перейменована на честь уродженця Києва, українсько-американського авіаконструктора Ігоря Сікорського (1889-1972).

## Перехресні вулиці
- вулиця Карабинівська
- вулиця Олександра Кониського
- вулиця Січових Стрільців
- вулиця Михайла Грушевського
- вулиця Троїцька
- вулиця Короленка
- вулиця Кулишівська